# アストロ球団 (テレビドラマ)
『アストロ球団』（アストロきゅうだん）は、2005年の日本のテレビドラマ。7月25日からパーフェクト・チョイス、8月10日からテレビ朝日系で全9話で放映された。テレビ朝日では水曜日27:10～27:40が放送枠であった。
話数の表示は、パーフェクト・チョイスで放送された1時間版では「第一球」「第二球」等、朝日放送、北日本放送などで放送された全18話に分けられた30分版は「第一球 前編」などとなる。メ〜テレ（名古屋テレビ）では、2006年9月15日深夜から30分版2回分を一晩に連続放映する形で開始した。また、2007年4月よりKBS京都、岐阜放送でも放送された。ANNフルネット局として唯一ネットがなかった瀬戸内海放送でも、同年5月1日 - 5月30日の間集中放送された。
原作は『週刊少年ジャンプ』（集英社）に1972年から1976年にかけて連載されたスポ根野球漫画『アストロ球団』（原作：遠崎史朗、作画：中島徳博）。

## 概要
30年近く前に終了した漫画を原作にした作品。時代設定は当時のものとしており、ストーリーは概ね原作に沿って進む。第1話序盤と最終話終盤は、製作時である2005年が舞台となっており、本編はそれを振り返る形になっている。

### ストーリー
2005年9月9日、午後9時9分9秒。夜空を9つの流星が飛んだ。それを9人のプロ野球選手が目撃する。その一人が古田敦也だった。
その数ヶ月前、とある工事現場にて、掘削作業中に地下からブロンズ像のようなものが発掘される。それは不世出の投手・沢村栄治を象っていた。調査すると、かつてその地にはアストロ球団のドーム球場があったと判明。2005年2月、古田は真相を確かめるべく、フィリピンに飛ぶ。そこには引退したJ・シュウロが暮らしていた。彼の屋敷で、写真や新聞記事を見せられ、古田は半信半疑ながら話に引き込まれていく。
事の起こりは1944年（昭和19年）。太平洋戦争に従軍した沢村栄治は、レイテ島で無念の戦死を遂げる。その前夜、彼は現地の少年シュウロに告げていた。「昭和29年（1954年）9月9日生まれで、身体のどこかにボールのアザを持つ9人の超人が日本に誕生し、成長して大リーグを倒すべく戦いを挑む」、と。
時は流れ、1972年。伝統の巨人-阪神戦を前に、阪神の投手・江夏が交通事故で負傷した。しかし彼は包帯を巻いたまま出場、巨人ナインをキリキリ舞いさせる。だが、「江夏じゃない！」と両軍の選手・観客が気づく。包帯の下から現れたのは、アストロ超人・宇野球一だった。その後ろで糸を引くのは、成人したJ・シュウロ。打倒大リーグを掲げるアストロ球団を結成するため、訪日していた。
彼らは、長嶋茂雄の秘蔵っ子である三荻野球五をアストロ超人と見抜き、球団に誘うものの、彼は「恩人を裏切ることが出来ない」として断る。さらに、同じアストロ超人のはずの明智球七・球八兄弟は阪急ブレーブスに入団。球八が球七を投げるという脅威の「人間ロケット」を得意技とし、日本シリーズで巨人軍を苦戦させる。「ホームラン清掃人」を名乗る明智兄弟を倒すべく、球一はシュウロと特訓。編み出したジャコビニ流星打法で明智兄弟を破る。明智兄弟はアストロに参加、その真摯な勝負に打たれ、球五もアストロ入りを決意する。
この後、上野球二がアストロ超人に仲間入り。彼らは残り4人の仲間を探す。その前に、殺人X打法というピッチャー返しを必殺技とする強打者・カミソリの竜が立ちはだかった。球一は明智兄弟を破った竜に挑もうとするが、アストロ超人の候補だったレーサー・伊集院球三郎の死の報で対決はお預けとなる。シュウロは、彼をヘリコプターから落とすことで蘇生させようとする。パラシュートの開いたショックで生き返る球三郎。彼は視力を失っていたものの、優れた聴覚と心眼でハンデを克服し、超人として覚醒した。
アストロ球団への対応に揺れるプロ野球界では、ロッテオリオンズの監督・金田正一が打倒アストロの刺客として乗りだしてくる。彼が竜をスカウトしたと知ったシュウロは、三段ドロップを球一に授ける。辛く苦しい特訓の末、新投法を会得する球一。前後して那須球太という、小児麻痺で左手の不自由な少年も加わっていた。マネージャーとして甲斐甲斐しく働く球太。
モンスター・ジョーをもスカウトしていた金田ロッテにアストロは苦戦する。球一も殺人X打法により負傷。ジョーは球八のセンター返しで葬ったものの、竜がリリーフ登板。その殺人L字投球に手も足も出ないアストロ球団。突破口を開こうとした球二だったが、魔球の餌食になってしまう。「自分は超人ではなく、金が目当てでアストロ入りしていた」ことを明かし、竜への闘志をむき出しにしたまま、球二は息絶える。その死を目の当たりにした球太は超人の力を欲し、叫ぶ。その声に応えるように雷鳴が轟き、雷に打たれる球太。その動かないはずの左手には、超人の証であるアザが浮かんでいた。彼こそ本物のアストロ超人だった。2代目上野球二を襲名する球太。初代球二の打席にヒントを得、魔球を攻略すべく球三郎が行っていた特訓も成功し、竜はマウンドから下ろされる。
球一は負傷を堪えスカイラブ投法を編み出し、ロッテを苦しめる。試合は最終回までもつれ込んだ。最後の打者、竜は殺人X打法を狙うが、アストロ超人の篤い友情を前に、バットを振ることができなかった。そして、彼の背中にもボールのアザが。
試合には勝ったものの、カミソリの竜こと高雄球六は仲間になることなく消える。「次は巨人戦だ！」、はやるアストロ超人たちだったが、川上監督は相手にしない。その前に新たなアストロ超人・峠球四郎が現れる。彼はアストロに加わるどころか、打倒アストロを宣言。自らチームを率い、「勝った方が巨人と試合をする」と条件を出してきた。受けるアストロだったが、球四郎は球六と、そして伊集院大門にまで声をかけていた。大門は球三郎の兄である。球四郎はあっさりと殺人L字魔球を破る腕の持ち主。その彼がスカウトした各スポーツ界の猛者を、拳法の達人・大門が鍛え上げたビクトリー球団。その対決を前に、アストロ超人も特訓に明け暮れる。
試合の前に、新しいユニフォームがシュウロから配られる。だが、一人分多い。彼らの前には、初代球二の死を背負って、アストロ入りを決意した球六が現れた。一方、刑務所から氏家慎太郎が出所してくる。彼をピッチャーに据えたビクトリーは、数々のビーンボールでアストロを苦める。大門仕込みの殺人野球でアストロは血まみれに。球一のバットで氏家をマウンドから降ろすことには成功したが、ついに球四郎がマウンドに上がる。その後も、球五も肋骨を折る重傷、ビクトリーのサード・ダイナマイト拳が負傷退場、代わってバロン森がビクトリーに加わるなど、戦いは血で血を洗う展開になっていった。
試合の最中、誤解から生じていた伊集院兄弟の仲も和解の道が見えてくる。しかし、大門は腹を切ったまま打席に入り、逆転ホームランを打ち、息絶えた。
試合は泥沼の様相を見せ、球四郎を庇ってバロン森も命を落とす。球四郎は片腕を失う危険を背負いながらファイナル大魔球を連投。体力の限界を超えながら投げ続けるが、最後のバッターに戻ってきた球五を迎え、無念の押し出しフォアボールを出してしまう。ビクトリーは負けた。
日本プロ野球界は、アストロ球団をプロとして認めない決議を下した。しかし、川上巨人軍は、多摩川グラウンドで非公式の試合を申し出る。そして当日。後攻のアストロマウンドから球一が第一球を投げた瞬間、9人のアストロ超人は、シュウロと巨人軍を残して消えた。ナインの名前を呼んだ後、何かを納得したかのように頷くシュウロ。
時は流れ、現代。野球世界統一戦の開催が決まり、アストロの夢見ていた日米野球の日が訪れようとしていた。

### 漫画版との差異・オリジナル要素など
アストロ超人のボールのアザは、新たなアストロ超人が近づくと反応して痛むという性質がある。
導入部と時代設定
第一話（第一球）の前編と最終話（第九球）の後編は、現在（2005年）を舞台にしており、古田敦也が隠居中のシュウロを訪ねて話を聞くところから始まる。
シュウロと球一
初回に登場した時点で球一はシュウロと知り合いで、「江夏替え玉事件」もシュウロの計画とされている。
原作では、この時点でシュウロの目に球一が留まる。
一部の氏名
球一、球二、球五、球七が、最初からその名前を名乗っている。
原作では、それぞれ球児、球太、球一、球七郎。シュウロにより改名されるシーンがある。
球五がアストロ球団に入団した理由
長嶋への恩を着て入団を拒んでいたが、球一と明智兄弟の対決を見た後、長嶋の言葉を受けて背中を押され、「長嶋を倒すことが自分の恩返し」と迷いを振り払ったためとなっている。
原作では、球一・球二との試合に負けたため。
2代目球二
「那須球太」という本名が設定されている。原作では氏名不詳で、「チビ」と呼ばれていた。原作ではビクトリー戦で球三郎をスパイクで引っ掛けて負傷させるのは球七だが、ドラマ版では二代目球二。三段ドロップ習得時に死を覚悟して協力した球二だからこそ「覚悟を決めた人間の邪魔はできない」という球六の説得がより重くなっている。
ブラック球団（ふくしゅう球団）・球六関連
ブラック球団は登場しない。このため、カミソリの竜（球六）はロッテに入団している。アストロ球団に加入するのは、原作ではロッテ戦だったのが、対ビクトリー球団戦の直前に変更された。
無七志（能登与一）と知念も登場しない。無七志の技「殺人L字ボール」は球六が使用し、その代わりコホーテクすい星打法は未使用。そのため、原作ではL字投法を破るのは川上監督だが、ドラマ版では球四郎が打ち破る。また、いったんは球四郎の誘いに乗り、ビクトリーの強化合宿に参加して、球三郎の過去を探るのもドラマオリジナル。
殺人L字投法に手を出した初代球二はボールが顔面を直撃し致命傷を負い、失明状態でバットを振り回して暴れた後その場で倒れ、アストロ超人たちに囲まれて「あんさんには世話になったなあ」と球太にミットを渡し息絶える。原作ではキャッチャーボックスを死に場所と指定し、死出の土産に球一の投球を捕球して「この熱球を、わいの左手はわすれまへんで」と絶叫し息絶える。ドラマ版でも「この球を受ける喜び、だれにも譲りまへんで」というオマージュシーンがある。
カミソリの竜時代の球六の髪型が、アフロを逆立てたような斬新なスタイルになっている。これは担当俳優のアイディアによるもの。
リョウ坂本関連
球四郎が関西弁ではなく、土佐弁を使っている。これはリョウ坂本が登場しないため、その一部要素を球四郎に入れたもの。
リョウ坂本が登場しないことにより、彼の超人守備「ハリケーンキック」は、代わりにモンスター・ジョーがジャコビニ流星打法を打ち返すときに使用している。「消える打球」は未登場。
ロッテ関連
モンスター・ジョーを打球もろともスコアボードに叩きつけて負傷退場させたのは球八だが、原作では球三郎。
ロッテ戦は原作ではアストロスタジアムで行ったが、ドラマでは未完成であり、試合は巌流島で無観客試合（ラジオ中継は行われた）。なお、実在の巌流島には野球グラウンドはない。無観客試合なので、原作の観客から素人を三人加えるという条件はなくなり、アストロ超人6人のみで試合をしている。スカイラブ投法が、原作では、かねてより考案中だったものを試合中の特訓で完成させようとしたのに対し、ドラマ版では、こん睡中に見た夢の中で沢村からヒントを与えられる形になっている。スカイラブを投じる際に、右手右足をY字バランスのように上げてから投げるのもドラマ版仕様。
ビクトリー関連
ビクトリー球団のメンバーのうち、ピース、ホープ、チェリーの流血三兄弟、宗像純、剣持豪の5人は、ドラマ版オリジナルのメンバーである。置き換えられた原作メンバーは力士の雷剛、剣術指南の峰剣太郎、バレーボールアタッカー沖田豪司、陸上の高跳び高田飛雄、アメリカンフットボーラーヘズ・ベベ。ダイナマイト拳は、原作ではヘビー級だったが、ドラマ版は軽量級になっている。大門の切腹は、原作では、あくまで球四郎に忠を尽くすことを誓った上での陰腹というニュアンスが強かったが、ドラマでは良心の呵責に耐えかねたことからの切腹になっている。ただし、ドラマ版も、原作通りに進行する上、大門が残したのも「詫び状」の内容も原作通りであるため、原作ドラマ版ともに差異はないとも取れる。原作では、源じいという老人が大門球三郎の養育係だったが、ドラマ版では、トヨという中年女性に変更されている。大門と球三郎の和解シーンで、原作では「たとえ命を懸けていようとも、見返りを求めるのは偽善だ。そんな優しさでは人は救えん」という台詞があるが、「見返りを求めるのは偽善」の部分が省略されているため、「優しさでは人を救えん」と少々乱暴な結論になっている。
その他
球九郎は、原作では峠コンツェルンの元エリート社員。ドラマではサンフランシスコ在住の学生。そのため登場シーンも異なる。切腹しようとした球四郎を説得し、共にアストロ球団に加わる点もオリジナルではなく、原作でも、戦死したビクトリー戦士の名を刻んだバットで、日本刀を弾き飛ばして切腹を阻止し、球四郎を説得するのは球九郎（ドラマ版の説得のセリフもほぼ原作準拠）であり、いったんは巨人入りするが、川上の策謀に嫌気がさして退団、球四郎と球九郎は揃ってアストロに加入する。違いはベンチの前（原作）か、控室（ドラマ版）かの場所ぐらいである。
川上監督の「アストロは20年早かった」という台詞が「君たちは……30年早かった」となっている。さらにその後、「約束は約束」と多摩川グラウンドで試合を行う（原作では試合に向かうことはなかった）。また原作での、川上監督が日本球界の未来のために謀略を用い政治的にアストロ球団の存続を断つという描写も省かれた。
「幼少時の球一が失明の危機にあり、シュウロの角膜を移植した」と暗示されるシーンがある。角膜の提供をしたシュウロの覚悟を見て、峠会長も協力することにしたという描写があり、峠会長も最初期から一枚噛んでいたことになっている。
原作では、アストロ球団の選手は、シュウロともどもアフリカへ旅立って終わる（その後、読みきりで一度帰国し、超人球団ミラクルボンバーズと試合をしている）。ドラマの最終話では、巨人軍との非公式試合が始まった途端、シュウロ以外選手全員が再び発光球になり消えてしまう。シュウロはそれぞれの名を呼んだ後、何かを納得したように笑って空を見上げる。
最終話には怒髪天のメンバーが特別出演している。
ドラマ版では、アストロ球団いきつけの定食屋が設定された。啓助・唄子という夫婦が経営している。当初は「うちは超人でも特別扱いしないよ」と言っていたが、途中で店名を「アストロ食堂」に変え、セットメニュー名にアストロを取り入れるほど入れ込み、現代でも「一定食完全満腹」をモットーに営業を続けていた。

## キャスト
- 宇野球一 - 林剛史
- 上野球二（初代） - 阿部亮平
- 那須球太（2代目 球二） - 関泰章
- 伊集院球三郎 - 鈴木飛雄
- 峠球四郎 - 金児憲史
- 三荻野球五 - 上地雄輔
- 高雄球六 - 佐藤佑介
- 明智球七 - 永山たかし
- 明智球八 - 岡田太郎
- 火野球九郎 - 弓削智久
- J・シュウロ - J.J Sonny Chiba
- 女医 - 辺見えみり
- 伊集院大門 - 高山猛久
- ダイナマイト拳 - 萩野崇
- ホープ（流血三兄弟） - 西村真
- ピース（流血三兄弟） - 岩川幸司
- チェリー（流血三兄弟） - 山根和馬
- 力道岩 - 竹村豪氏
- 宗像純 - 平沼紀久
- 剣持豪 - 高味光一郎
- 氏家慎次郎 - デビット伊東
- バロン森 - 大沢樹生
- 啓助（定食屋） - 中村隆天
- 唄子（定食屋） - 山素由湖
- 長嶋茂雄 - 神保悟志
- 王貞治 - 義田貴士
- 川上哲治 - 須永慶
- 金田正一 - 石丸謙二郎
- 古田敦也 - （本人）
- 峠会長 - 夏木陽介
- 沢村栄治 - 長嶋一茂
- 新ちゃん - J.J Jr. Mackenyu
- 伊集院球三郎（少年期） - 伊藤大翔
- 伊集院大門（少年期） - 土屋シオン
- 倉石功
- 小林邦昭

## スタッフ
- 原作：遠崎史朗、中島徳博
- 脚本：公園兄弟（真辺克彦&鴨義信）
- 音楽：奥慶一
- スタントコーディネート：釼持誠
- スペシャルアドバイザー：東尾修、村田真一
- OPアニメーション：Production I.G
- 企画：澤將晃、猪谷敬二（テレビ朝日）、川城和実（バンダイビジュアル）、藤原正道（東宝）、吉村仁（インターチャネル）、清水賢治（スカパー・ウェルシンク）、藤岡利雄（フォーウィンズ）
- プロデューサー：清水祐美（テレビ朝日）、木村淳一（バンダイビジュアル）、村田祐一（東宝）、本地大輔（インターチャネル）、五味大輔（スカパー・ウェルシンク）、戸野村吉宏（フォーウィンズ）
- 演出：今井和久（MMJ）、秋山純・田村直己（テレビ朝日）、刑部俊哉、舞原賢三
- 製作著作：アストロ球団製作委員会（テレビ朝日、バンダイビジュアル、東宝、インターチャネル、スカパー・ウェルシンク、フォーウィンズ）
- 主題歌
  - OP「夢よ、舞いおどれ!!」なんばあきひろAND宇宙船地球号 feat.八駿
  - ED「グッドエモーション」なんばあきひろAND宇宙船地球号
- 挿入歌
  - 「アストロ球団応援歌」怒髪天

## 放送日程
30分枠（全18話に）の場合、サブタイトルは「第一球 前編」、「第一球 後編」などとなる。
| 放送日 （CS） | 放送日 （テレビ朝日） | サブタイトル | 監督     |
| ------------- | --------------------- | ------------ | -------- |
| 7月25日       | 8月10日 8月17日       | 第一球       | 今井和久 |
| 8月15日       | 8月24日 8月31日       | 第二球       | 今井和久 |
| 8月22日       | 9月7日 9月14日        | 第三球       | 舞原賢三 |
| 8月29日       | 9月21日 9月28日       | 第四球       | 舞原賢三 |
| 9月5日        | 10月5日 10月12日      | 第五球       | 秋山純   |
| 9月12日       | 10月19日 10月26日     | 第六球       | 刑部俊哉 |
| 9月19日       | 11月2日 11月9日       | 第七球       | 秋山純   |
| 9月26日       | 11月16日 11月23日     | 第八球       | 田村直巳 |
| 10月3日       | 11月30日 12月7日      | 第九球       | 今井和久 |

参照『宇宙船 YEAR BOOK 2006』

## 備考
- 第1話の撮影には一ヶ月かかっている[4]。
- 金田監督役の石丸謙二郎が、野球選手役でテンションが上がり、ふざけてヘッドスライディングをしたら、骨折してしまい撮影が延びた旨が公式サイトのインタビューで語られていた。
- ダイナマイト拳役の荻野崇は、オーデションに際して、漫画喫茶で原作を読み「たまさぶろうがやりたいです」と言ってしまい即座に「きゅうざぶろう」と訂正されたと、公式サイトで語っている。